# رايمان (شخصية)
رايمان (بالإنجليزية: Rayman) هو اسم بطل سلسلة ألعاب رايمان وكان أول ظهور له في لعبة فيديو رايمان عام 1995.وهو يتميز بالرشاقة والرياضة

## وصله خارجية
- Rayman Pirate-Community
- RayWiki, a free wiki encyclopedia about Rayman نسخة محفوظة 28 أغسطس 2008 على موقع واي باك مشين.
- Rayman Fanpage (in bilingual German and English)